# Acidosasa
Acidosasa o Metasasa és un gènere de bambús de la família de les poàcies, ordre de les poals, subclasse de les commelínides, classe de les liliòpsides, divisió dels magnoliofitins.

## Taxonomia
- Acidosasa bilamina W.T.Lin i Z.M.Wu
- Acidosasa breviclavata W.T.Lin
- Acidosasa brilletii (A.Camus) C.S.Chao i S.A.Renvoize
- Acidosasa chienouensi (T.H.Wen) C.S.Chao i T.H.Wen
- Acidosasa chinensis C.D.Chu i C.S.Chao
- Acidosasa dayongensis T.P.Yi
- Acidosasa denigrata W.T.Lin
- Acidosasa diffusum Chia
- Acidosasa edulis (Wen) T.H.Wen
- Acidosasa fujianensis C.S.Chao i H.Y.Zou
- Acidosasa gigantea (T.H.Wen) Q.Z.Xie i W.Y.Zhang
- Acidosasa glauca B.M.Yang
- Acidosasa gracilis W.T.Lin i X.B.Ye
- Acidosasa guangxiensis Q.H.Dai i C.F.Huang
- Acidosasa heterolodicula (W.T.Lin i Z.J.Feng) W.T.Lin
- Acidosasa hirtiflora Z.P.Wang i G.H.Ye
- Acidosasa lentiginosa W.T.Lin i Z.J.Feng
- Acidosasa lingchuanensis (C.D. Chu i C.S. Chao) Q.Z.Xie i X.Y.Chen
- Acidosasa longiligula (T.H. Wen) C.S.Chao i C.D.Chu
- Acidosasa macula W.T.Lin i Z.M.Wu
- Acidosasa nanunica (McClude)C.S.Chao i G.Y.Yang
- Acidosasa notata (Z.P.Wang i G.H.Ye) S.S.You
- Acidosasa paucifolia W.T.Lin
- Acidosasa purpurea (Hsueh i Yi) Keng f.
- Acidosasa venustax (McClure) Z.P.Wang i G.H.Ye
- Acidosasa xiushanensis T.P.Yi